# 川瀨晶子
川瀨晶子（日语：／ Kawase Akiko，1980年6月29日—），日本女性聲優，隸屬Aksent。東京都出生，本名：山田晶子，慶應義塾大學法律系畢業，血型AB型。

## 簡歷
- 大學時代的綽號是川瀨的加上的（出自）。
- 與BooNo在公私上交情都很好，也曾幾度於彼此的活動及廣播節目中客串演出。
- 與同事務所的配音員岡田優香組成『nobo-chibi。』團體，於2007年9月9日發表解散，同時再成立『Ciao』，並發表將推出CD，目前主要活動以『Ciao』的演唱會為主。

## 主要演出作品

### 電視動畫
- 愛你寶貝（ナッツ）
- 原子小金剛(第三部)（如月夕子、スチュワードロボ、男の子、アナウンサー、女子行員、チーター）
- 極樂天師!喝!（女僕）
- 草莓100%（近藤）
- 怪俠索羅利（節目固定成員）
- Gift～eternal rainbow～（アヤコ、他）
- 機動戰士GUNDAM 00（アテンダント）
- 美少女學園（月読ミヤビ）
- COYOTE RAGTIME SHOW（ジュライ）
- 灌籃少年（森高麻衣）
- 出包王女（的母親）
- NANA（女性キャスター、リポーター）
- 黑貓
- 天國之吻（濱田老師）
- 怪醫黑傑克（本間久美子）
- 怪醫黑傑克21（本間久美子、（青年期））
- 神奇寶貝超世代（正電拍拍、安德魯）
- （天使B）
- 魔豆傳奇（ラブ）
- 名偵探柯南（寵物店店員）
- 意外（藤谷老師）
- 流星戰隊Musumet（三色葵／Musume Blue）
- 薔薇少女～夢見～（草笛美子）
- 新薔薇少女（草笛美子）
- 宇宙兄弟（真壁由紀）

2010年
- WORKING!!（男小學生①、女孩、旁白、松本麻耶）

2011年
- WORKING'!!（松本麻耶）

2012年
- 黑子的籃球（早安播報員）

2015年
- WORKING!!!（松本麻耶）

### 劇場版動畫
- 東京教父
- 盜夢偵探
- 神奇寶貝超世代 裂空的訪問者 代歐奇希斯（正電拍拍）

### 遊戲
- 聖劍傳說4（ルナ）

### 真人演出
- 看光光☆Musumet（Animate TV 2004年10月～2005年3月）
- （CATV 2004年4月～2007年9月）

### 廣播
- （文化放送線上廣播 2003年4月～6月）
- (MOFM FM・線上廣播:2006年4月~)※自2007年1月起，因舉辦公開錄音的會場正在進行翻修工作而暫停播出，但期間MOFM的網站突然關閉，之後亦無任何消息，實際上目前已是中止播出的狀態。
- 稻村優奈（大阪電台・Animete TV・：2006年7月～2007年4月）

### 樂曲
- （以的名義）

### 其它
- 有個自稱「晶子屋」的後援團體。
- 看光光☆Musumet CM（露臉演出）（與松本彩乃、大澤千秋共同演出）

## 外部連結
- 川瀬晶子のＳＵＮ３ぶりょぐ （页面存档备份，存于） （日語）－川瀨晶子的官方個人部落格。
- Aksent公式官網的聲優簡介 （页面存档备份，存于） （日語）